# Copa Campeonato 1900
La Copa Campeonato 1900 fu vinta dall'English High School.

## Classifica finale
|    | Classifica finale   | Pti | G | V | N | P | GF | GS | DR  |
| -- | ------------------- | --- | - | - | - | - | -- | -- | --- |
| 1. | English High School | 11  | 6 | 5 | 1 | 0 | 18 | 3  | +15 |
| 2. | Lomas Athletic Club | 5   | 6 | 2 | 1 | 3 | 9  | 9  | +0  |
| 3. | Belgrano Athletic   | 4   | 6 | 2 | 0 | 4 | 8  | 13 | -5  |
| 3. | Quilmes             | 4   | 6 | 2 | 0 | 4 | 9  | 19 | -10 |

## Risultati
| English H.S. | Lomas | 1-1 |

| Lomas | Belgrano | 2-0 |

| Belgrano | Lomas        | 2-0 |
| Quilmes  | English H.S. | 0-4 |

| Quilmes | Lomas | 4-1 |

| Quilmes | Belgrano | 2-4 |

| Lomas | English H.S. | 1-2 |

| Belgrano | English H.S. | 1-3 |

| English H.S. | Quilmes | 5-0 |

| Belgrano | Quilmes | 1-3 |

| English H.S. | Belgrano | 3-0 |
| Lomas        | Quilmes  | 4-0 |

## Classifica marcatori[1]
| Gol |  |  | Giocatore       | Squadra             |
| --- |  |  | --------------- | ------------------- |
| 8   |  |  | Spencer Leonard | English High School |